# Sportovec roku 1972

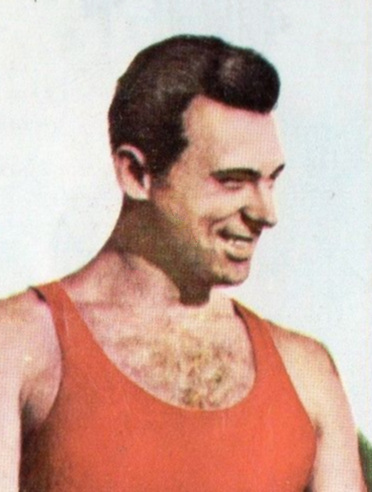
Ludvík Daněk

Sportovec roku 1972 byl čtrnáctý ročník ankety sportovních novinářů o nejlepšího sportovce Československa. Vítězem se stal diskař Ludvík Daněk, který se toho roku stal olympijským vítězem. Šlo o jeho druhý triumf v anketě (poprvé zvítězil v roce 1965).

## První desítka
1. Ludvík Daněk (atletika)
2. Ondrej Nepela (krasobruslení)
3. Vítězslav Mácha (zápas)
4. Milena Duchková (skoky do vody)
5. Oldřich a Pavel Svojanovští (veslování)
6. Ladislav Falta (sportovní střelba)
7. Helena Šikolová (lyžování)
8. Eva Šuranová (atletika)
9. Vlastimil Moravec (cyklistika)
10. Jan Kodeš (tenis)